# Ivo Viktor
Ivo Viktor (ur. 21 maja 1942 w Křelovie) – czechosłowacki i czeski trener piłkarski oraz piłkarz grający na pozycji bramkarza. Grał w reprezentacji Czechosłowacji. Zaliczył w niej 63 występy.

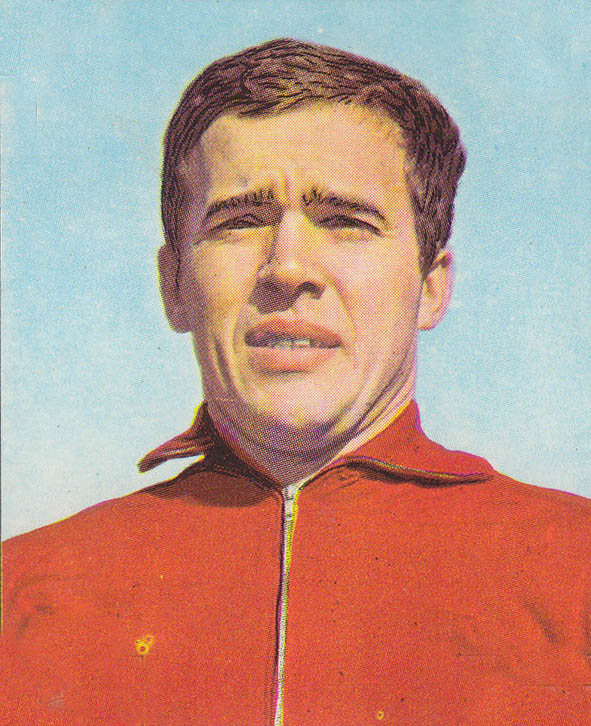
Viktor na MŚ 1970

Wychowanek Spartaka Šternberk. W swojej karierze grał w Železárnym Prościejów, Rudej Hvězdzie Brno, Zbrojovce Brno, a następnie w Dukli Praga. Zasłynął podczas Mistrzostw Europy 1976, kiedy to jego kraj zdobył złoty medal.